# النزله الغربیه
النزله الغربیه (به لاتین: An-Nazla al-Gharbiya) یک روستا در دولت فلسطین است که در استان طولکرم واقع شده‌است. النزله الغربیه ۸۸۵ نفر جمعیت دارد.